# Älvsborgs län

Wappen von Älvsborgs län

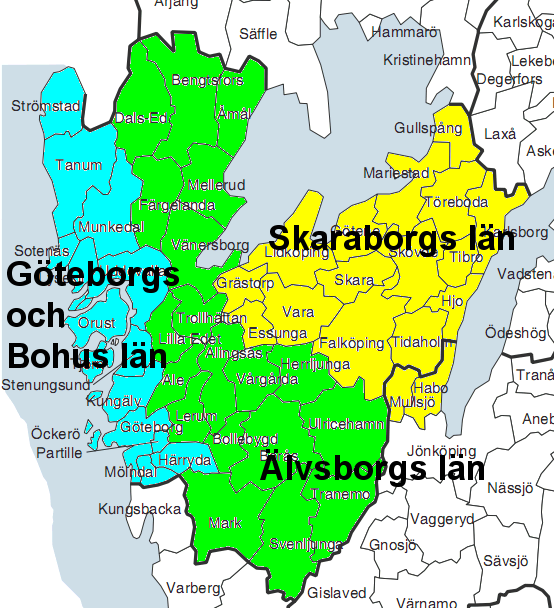
Karte

Älvsborgs län war eine schwedische Provinz, die zwischen 1664 und 1998 bestand.
Älvsborgs län waren ursprünglich nur die Harden von Vättle und Bollebygd sowie die damals zu Göteborgs län gehörenden Harden von Askims und Säfvedals zusammen mit Östra Hisingen. In der anderen Hälfte des 15. Jahrhunderts wurde Älvsborgs län um Ale, Kullings, Väne, Bjärke und Flundre sowie einige Harden erweitert. Die Provinzgrenzen wurden später einigen Veränderungen unterzogen, doch mit Inkrafttreten der Satzung von 1680 war die bis 1998 gültige Grenzfestlegung vollzogen.
Sie umfasste, nach der Umstrukturierung von 1680, den südlichen und westlichen Teil der historischen Provinz Västergötland (mit Ausnahme Göteborgs) sowie die historische Provinz Dalsland. Residenzstadt war Vänersborg. In der Provinz lagen auch die Städte Åmål im Norden, Borås und Alingsås im Südwesten und Ulricehamn im Südosten.
Die Provinz ging 1998 mit den zwei Provinzen Skaraborgs län und Göteborgs och Bohus län in der neu gegründeten Provinz Västra Götalands län auf.